# Sułkowski
Sulkowski ist ein polnisches Adelsgeschlecht, das zur Wappengemeinschaft Sulima gehört.

Wappen der Familie

## Ursprünge
Die Ursprünge der Familie sind unklar. Der Stammvater soll ein Ritter Sulima aus dem 12. Jahrhundert gewesen sein. Neben den Sulkowskis sollen von diesem weitere Geschlechter abstammen. Zur Zeit der Piastenkönige sollen sie grafenähnliche Rechte gehabt haben. Die Urkunde zur Erhebung in den Reichsgrafenstand von 1733 behauptet sogar eine Abkunft vom Hause Solms.
Die Familie, die früher wohl einen anderen Namen trug, hat sich nach dem Gut Sulkow heute Sułkowo Borowe benannt. Vom Stammsitz sind nur wenige Reste erhalten. Erste gesicherte Vertreter stammen aus dem 16. Jahrhundert.
Ein Pawel war mit Franciszka Maciejowska verheiratet. Sein Sohn Jan war mit Katarzyna Dłuska vermählt. Dieser hatte einen unverheirateten Sohn, der unter Wallenstein diente und ein großes Vermögen hinterließ. Der zweite Sohn war ein Sebastian, der Barbara Radzymińska heiratete. Um 1650 wurde Stanisław geboren, der Kämmerer von Płock wurde. Er war mit Elżbieta Szalewska verheiratet.

## Fürstlicher Familienzweig

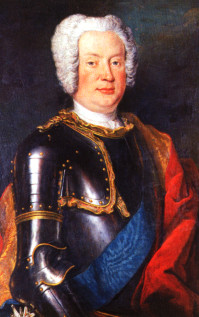
Aleksander Józef Sułkowski, Herzog von Bielitz (1695–1762), Minister

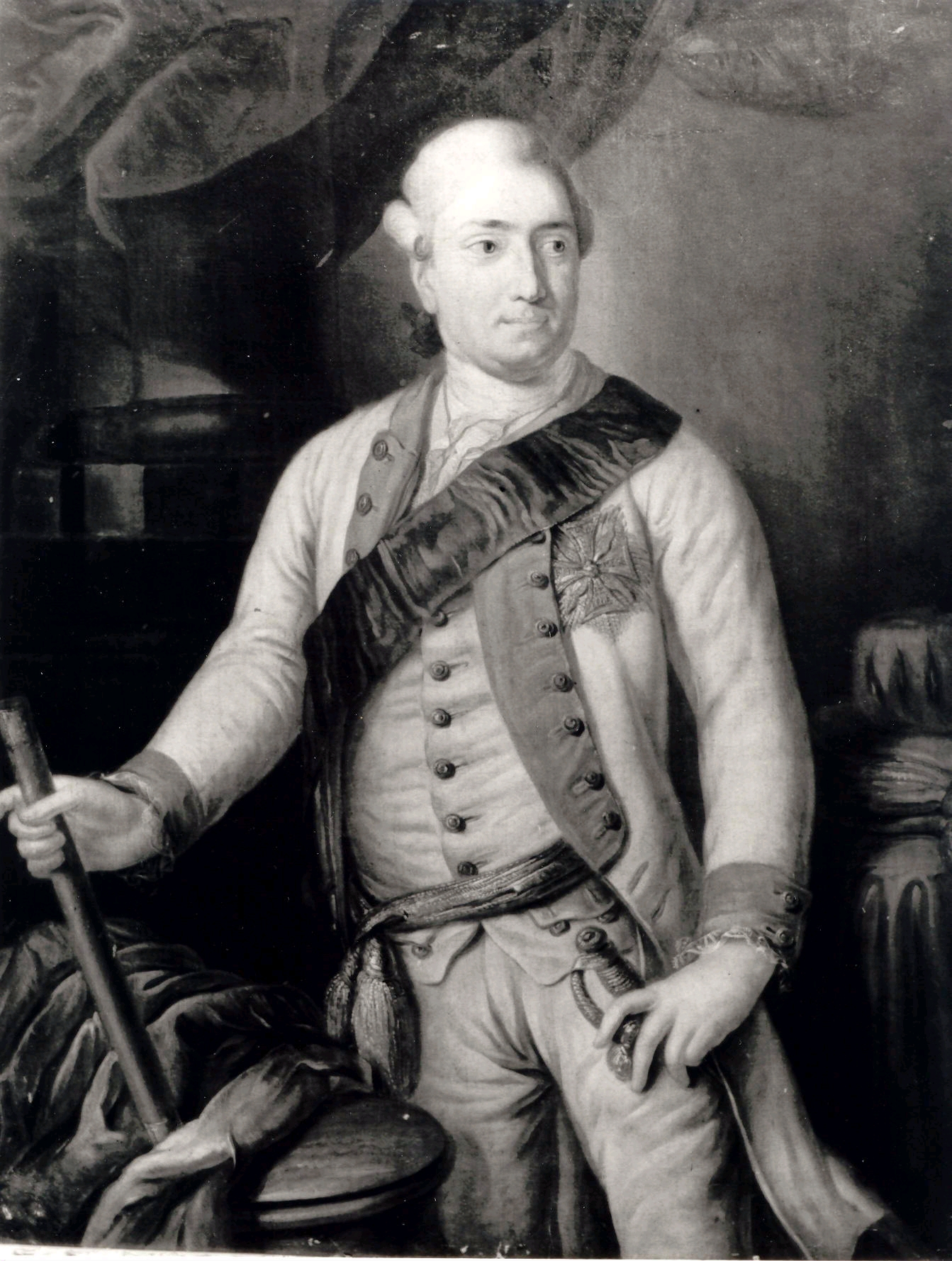
August Kazimierz Sułkowski (1729–1786), General und Marschall des Sejm

Der Sohn Aleksander Józef Sułkowski (1695–1762) war polnisch-sächsischer Staatsmann und Minister. Kaiser Karl VI. verlieh ihm die Reichsgrafenwürde und das Inkolat von Böhmen und Schlesien. König August III. schenkte ihm das Schloss Übigau bei Dresden, kaufte es nach dem Sturz Sułkowskis 1738 aber wieder zurück. Er erwarb auch große Besitzungen in Großpolen, dazu gehörte auch die Grafschaft Leszno. Später kaufte er noch 1752 die Herrschaft Bielitz in Oberschlesien von Jan Sunneghin sowie die Herrschaft Rydzyna (Reisen) von Stanisław Leszczyński. Im Jahr 1752 wurde er in den erblichen Reichsfürstenstand und die Herrschaft Bielitz zum Fürstentum erhoben. 1754 wurden diese Rechte auf alle Nachkommen erweitert und er erhielt das Recht, Reichslehen zu erwerben. Aleksander Józef war zweimal verheiratet. In erster Ehe Maria Anna Franziska von Stain zu Jettingen. In zweiter Ehe war er mit Anna Przebendowska, Tochter des Woiwoden von Marienburg, verheiratet.
Der erste Sohn und Haupterbe August Kazimierz Sułkowski (1729–1786) war unter anderem polnischer General und Marschall des Sejm. Er ließ den Umbau des Schlosses Rydzyna vollenden. Der Sejm hat ihm wegen der Verdienste um den Staat das Ordinat Rydzyna (eine Art bevorrechtigter Majoratsbesitz) verliehen. Er war verheiratet, hatte aber keine Nachkommen.
Aleksander Antoni Sułkowski (1730–1796) war polnischer General sowie kaiserlicher Generalfeldmarschallleutnant. Er folgte seinem Bruder als Fürst von Bielitz und im Ordinat von Rydzyna nach. Er war auch Besitzer der Herrschaft Kottingbrunn in Niederösterreich. Auch er hinterließ keine Kinder.

### Linie Bielsko
Franciszek de Paula Sułkowski (1733–1812) war ebenfalls polnischer und später russischer General. Er war Begründer der Linie Bielsko. Er folgte Aleksander Antoni als Fürst von Bielitz. Alexander Ludwig zog 1944 nach Österreich, das Schloss Bielitz wurde 1945 enteignet.
Nachkommen dieser Linie leben in Österreich, Deutschland, Ungarn, Frankreich und Nordamerika.

### Linie Rydzyna
Antoni Sułkowski (1734–1796) war polnischer General und Kanzler. Er war Gründer der Linie Rydzyna und Inhaber der Ordinats. Der Sohn Antoni Paweł Sułkowski (1785–1836) war General des Herzogtums Warschau. Der Enkel August Anton Sułkowski (1820–1882) und der Urenkel Anton Sułkowski (1844–1909) waren Mitglieder des Preußischen Herrenhauses. Die Linie Rydzyna erlosch 1909.

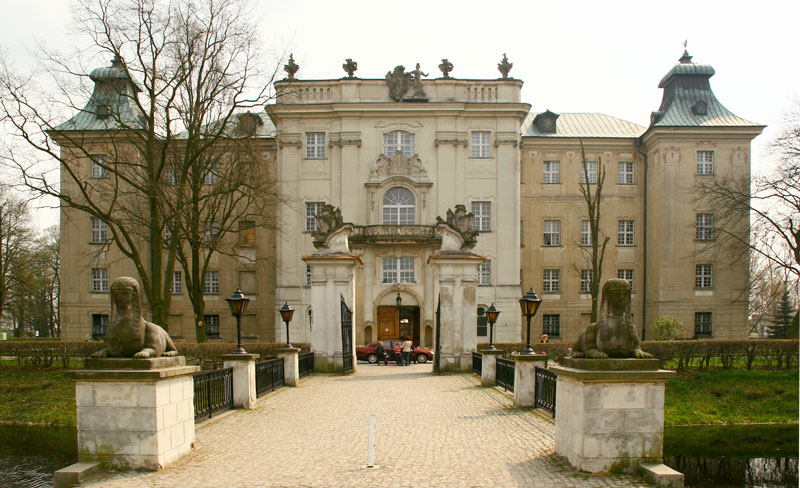
Schloss Rydzyna
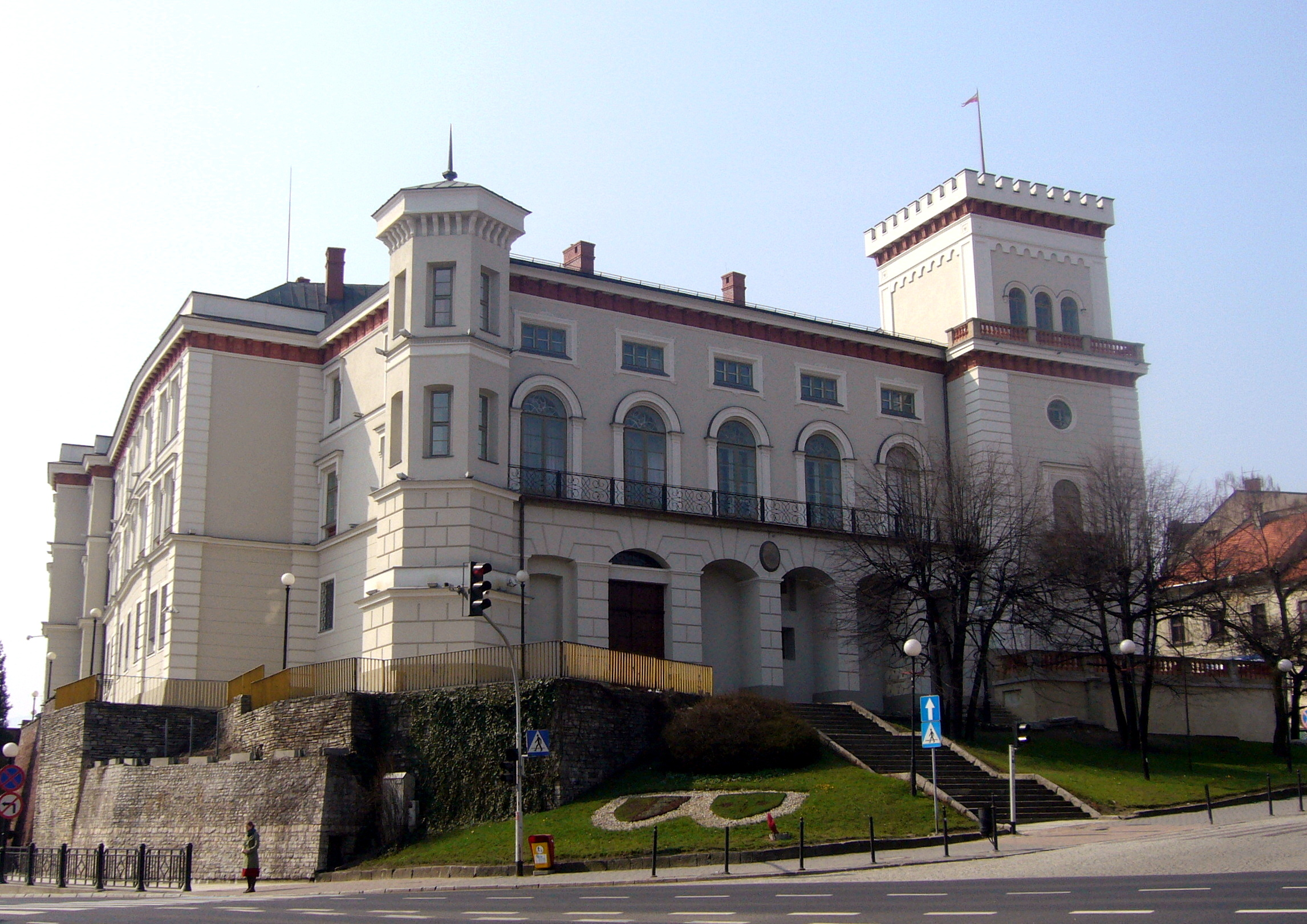
Schloss in Bielsko-Biała
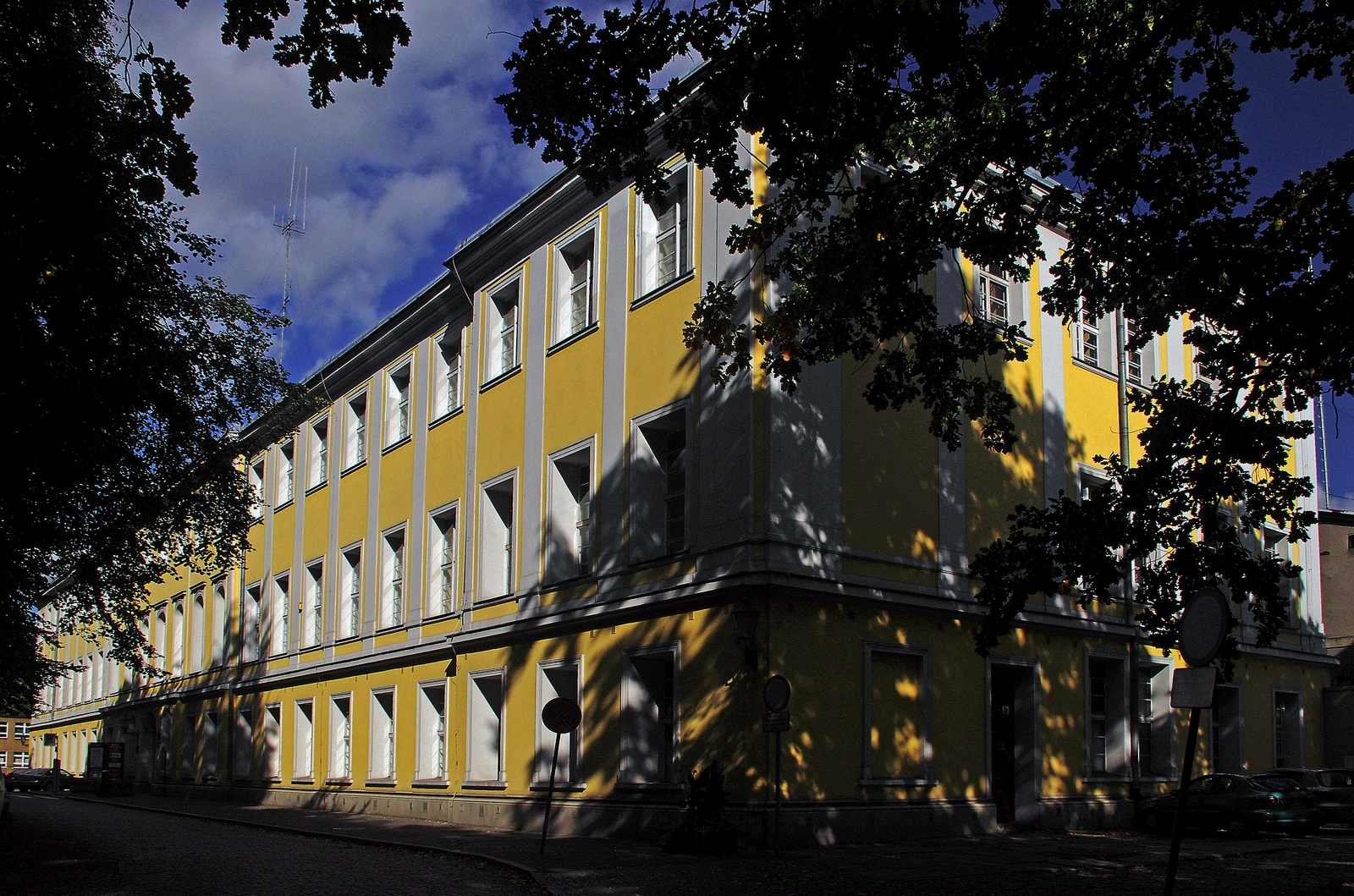
Schloss in Leszno

## Nichtfürstlicher Zweig
Stanislaw hatte neben Aleksander Józef Sułkowski weitere Kinder. Diese und deren Nachkommen, so vorhanden, bildeten den nichtfürstlichen Familienzweig. Darunter der unverheiratete sächsische Infanteriegeneral Michael Sulkowski († 1747), die polnischen Generale ohne Nachkommen Kazimierz Sulkowski (1729–1805) und Ignacy Sulkowski († 1795) sowie der Adjutant Napoleons in Italien und Ägypten Jozef Sułkowski (1723–1798).

## Standeserhöhungen
- Grafenstand für Aleksander Józef Sułkowski durch den sächsischen Kurfürsten und polnischen König August III. 1732 mit Wappenbesserung.
- Inkolat des böhmischen Herrenstandes durch Karl VI. mit Titel Hoch- und Wohlgeboren von 1733. Im selben Jahr Reichsgrafenstand.
- Erhebung der Herrschaft Bielitz zum Fürstentum und Erhebung in den Fürstenstand durch Maria Theresia als Königin von Böhmen von 1752.[1]
- Die fürstlichen Linien erhielten 1819 vom preußischen König ein besonderes Diplom, das ihnen die Anrede Durchlaucht garantierte.

## Personen

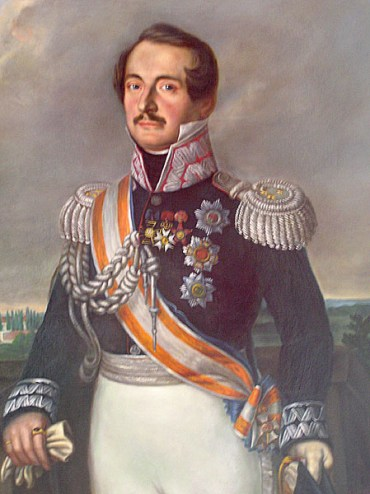
General Antoni Paweł Sułkowski (1785–1836)

- Aleksander Józef Sułkowski (1695–1762), Herzog von Bielitz und sächsisch-polnischer Minister
- Antoni Paweł Sułkowski (1785–1836), General
- August Kazimierz Sułkowski (1729–1786), Politiker und General.
- Jozef Sułkowski (1773–1798), Offizier
- Anton Sulkowski (1844–1909), Gutsbesitzer, erblicher Sitz im preußischen Herrenhaus (1883–1909)
- August Sulkowski (1820–1882), Standesherr, Mitglied im preußischen Herrenhauses